# Bayron Piedra
Bayron Efrén Piedra Avilés (Cuenca, 9 agosto 1982) è un mezzofondista e maratoneta ecuadoriano.
Primatista nazionale delle gare che vanno dagli 800 m ai 10000 metri, ha vinto numerosi titoli in competizioni nel continente americano, dal mezzofondo fino alla maratona.

## Biografia
La prima medaglia a livello internazionale a livello giovanile la vince nel 2000 ai Campionati sudamericani juniores sui 1500 metri, ripetendosi l'anno dopo vincendo il bronzo. Nel 2004 vince le prime gare senior a Macaé, ai campionati sudamericani corsa campestre, primeggiando nella distanza lunga e vincendo l'argento nella corta, mentre in pista l'anno successivo vince tre medaglie (due d'oro) tra campionati sudamericani e Giochi bolivariani. Nel 2007 e 2008 vince la maratona di Guayaquil e i 3000 m ai campionati ibero-americani, quindi partecipa ai 1500 m ai Giochi olimpici di Pechino, venendo eliminato in batteria.
Il 2009 è il suo anno migliore, vince infatti tre ori ai bolivariani (1550, 5000 e 10000 metri), due ai campionati sudamericani, due medaglie ai Giochi dell'ALBA, su 1500 e 5000 m, e un argento alle Universiadi sui 5000 m, la prima medaglia vinta da un atleta ecuadoriano in questa manifestazione. Nel 2011 partecipa ai XVI Giochi panamericani di Guadalajara, portando a casa due argenti, sempre su 1500 e 5000 metri. Nel 2012 era presente a Londra per i giochi olimpici, tuttavia non riuscì a terminare la gara per una lesione al nervo sciatico.

## Palmarès
| Anno | Manifestazione          | Sede           | Evento        | Risultato | Prestazione | Note                                     |
| ---- | ----------------------- | -------------- | ------------- | --------- | ----------- | ---------------------------------------- |
| 2007 | Giochi panamericani     | Rio de Janeiro | 1500 m piani  | Bronzo    | 3'37"88     | Record nazionale                         |
| 2007 | Mondiali                | Osaka          | 1500 m piani  | Batteria  | 3'45"59     |                                          |
| 2009 | Campionati sudamericani | Cartagena      | 1500 m piani  | Oro       | 3'41"81     |                                          |
| 2009 | Campionati sudamericani | Cartagena      | 5000 m piani  | Oro       | 13'56"93    |                                          |
| 2009 | Universiadi             | Belgrado       | 1500 m piani  | 13º       | 3'50"11     |                                          |
| 2009 | Universiadi             | Belgrado       | 5000 m piani  | Argento   | 14'07"11    |                                          |
| 2009 | Mondiali                | Berlino        | 1500 m piani  | Batteria  | 3'49"60     |                                          |
| 2009 | Mondiali                | Berlino        | 5000 m piani  | Batteria  | dnf         |                                          |
| 2011 | Giochi panamericani     | Guadalajara    | 1500 m piani  | Argento   | 3'53"45     |                                          |
| 2011 | Giochi panamericani     | Guadalajara    | 5000 m piani  | Argento   | 14'15"74    |                                          |
| 2011 | Giochi panamericani     | Guadalajara    | 10000 m piani | dnf       | dnf         |                                          |
| 2012 | Giochi olimpici         | Londra         | 10000 m piani | dnf       | dnf         |                                          |
| 2013 | Campionati sudamericani | Cartagena      | 5000 m piani  | Oro       | 14'15"35    |                                          |
| 2014 | Giochi sudamericani     | Santiago       | 5000 m piani  | 5º        | 14'15"49    |                                          |
| 2014 | Giochi sudamericani     | Santiago       | 10000 m piani | Oro       | 28'48"31    | Record dei Giochi                        |
| 2015 | Campionati sudamericani | Lima           | 5000 m piani  | Bronzo    | 14'08"84    |                                          |
| 2015 | Campionati sudamericani | Lima           | 10000 m piani | Oro       | 28'30"80    |                                          |
| 2015 | Giochi panamericani     | Toronto        | 5000 m piani  | 10º       | 14'04"20    |                                          |
| 2015 | Giochi panamericani     | Toronto        | 10000 m piani | 6º        | 30'16"02    |                                          |
| 2016 | Giochi olimpici         | Rio de Janeiro | Maratona      | 18º       | 2h14'12"    | Miglior prestazione personale            |
| 2017 | Campionati sudamericani | Asunción       | 10000 m piani | Oro       | 29'03"73    | Miglior prestazione personale stagionale |
| 2017 | Mondiali                | Londra         | 10000 m piani | 21º       | 28'50"72    | Miglior prestazione personale stagionale |
| 2018 | Giochi sudamericani     | Cochabamba     | 5000 m piani  | Oro       | 14'32"47    |                                          |
| 2018 | Giochi sudamericani     | Cochabamba     | 10000 m piani | Bronzo    | 30'51"74    |                                          |
| 2019 | Campionati sudamericani | Lima           | 10000 m piani | Oro       | 28'48"13    |                                          |

## Altre competizioni internazionali
2006
- Oro alla Quito Half Marathon ( Quito) - 1h04'59"
- 17º alla Boulder International Challenge ( Boulder) - 30'59"
- Oro alla Salinas Carrera de Sol ( Salinas) - 29'19"
- Argento alla Guayaquil Carrera Diario Expreso ( Guayaquil) - 30'29"

2007
- Oro alla Guayaquil Marathon ( Guayaquil) - 2h20'58"

2008
- Oro alla Guayaquil Marathon ( Guayaquil) - 2h20'42"
- 5º alla Quito Half Marathon ( Quito) - 1h08'35"

2009
- Oro alla Manta Carrera La Ruta del Alfaro ( Manta), 15 km - 48'24"

2010
- Bronzo in Coppa continentale ( Spalato), 3000 m piani - 7'55"52
- Oro alla Mezza maratona di Asunción ( Asunción) - 1h05'08"

2012
- 4º alla Mezza maratona di Quito ( Quito) - 1h08'31"

2013
- 5º alla Coamo San Blas Half Marathon ( Coamo) - 1h04'43"

2014
- 72º alla Maratona di Chicago ( Chicago) - 2h29'29"
- Oro alla Asunción Half Marathon ( Asunción) - 1h09'24"
- 17º alla Corrida Internacional de São Silvestre ( San Paolo), 15 km - 47'44"
- 8º alla Boulder International Challenge ( Boulder) - 30'11"

2015
- Argento alla Torreón Maratón Lala ( Torreón) - 2h14'39"

2016
- 7º alla New York Half Marathon ( New York) - 1h02'35"
- 25º alla Houston Half Marathon ( Houston) - 1h04'09"
- 12º alla Boulder International Challenge ( Boulder) - 30'20"

2017
- 9º alla Houston Half Marathon ( Houston) - 1h03'56"

2018
- 58º alla Maratona di Chicago ( Chicago) - 2h26'56"
- 10º alla Bogotá Half Marathon ( Bogotà) - 1h09'50"